# جرالدو باجرامی
جرالدو باجرامی (انگلیسی: Geraldo Bajrami؛ زادهٔ ۲۴ سپتامبر ۱۹۹۹) بازیکن فوتبال اهل بریتانیا است.
از باشگاه‌هایی که در آن بازی کرده‌است می‌توان به باشگاه فوتبال بیرمنگام سیتی اشاره کرد.
وی همچنین در تیم ملی فوتبال زیر ۲۱ سال آلبانی بازی کرده‌است.